# العلاقات الغابونية الساموية
العلاقات الغابونية الساموية هي العلاقات الثنائية التي تجمع بين الغابون وساموا.

## مقارنة بين البلدين
هذه مقارنة عامة ومرجعية للدولتين:
| وجه المقارنة                                              | الغابون                        | ساموا                        |
| --------------------------------------------------------- | ------------------------------ | ---------------------------- |
| المساحة (كم2)                                             | 267.67 ألف                     | 2.84 ألف                     |
| عدد السكان (نسمة)                                         | 2.03 مليون                     | 196.44 ألف                   |
| الكثافة السكانية (ن./كم²)                                 | 7.58                           | 69.17                        |
| العاصمة                                                   | ليبرفيل                        | أبيا                         |
| اللغة الرسمية                                             | لغة فرنسية                     | لغة إنجليزية، اللغة الساموية |
| العملة                                                    | فرنك وسط أفريقي                | تالا ساموي                   |
| الناتج المحلي الإجمالي (بليون دولار)                      | 14.62 مليار                    | 856.63 مليون                 |
| الناتج المحلي الإجمالي (تعادل القوة الشرائية) بليون دولار | 34.65 مليار                    | 1.15 مليار                   |
| الناتج المحلي الإجمالي الاسمي للفرد دولار أمريكي          | 8.27 ألف                       | 3.94 ألف                     |
| الناتج المحلي الإجمالي للفرد دولار أمريكي                 | 19.43 ألف                      | 5.79 ألف                     |
| مؤشر التنمية البشرية                                      | 0.684                          | 0.702                        |
| رمز المكالمات الدولي                                      | +241                           | +685                         |
| رمز الإنترنت                                              | .ga                            | .ws                          |
| المنطقة الزمنية                                           | ت ع م+01:00، توقيت غرب أفريقيا | ت ع م+13:00                  |

## منظمات دولية مشتركة
يشترك البلدان في عضوية مجموعة من المنظمات الدولية، منها:
| علم المنظمة | اسم المنظمة                                 | تاريخ انضمام الغابون | تاريخ انضمام ساموا |
| ----------- | ------------------------------------------- | -------------------- | ------------------ |
|             | يونسكو                                      | 16 نوفمبر 1960       | 3 أبريل 1981       |
|             | مؤسسة التمويل الدولية                       | 20 أكتوبر 1970       | 28 يونيو 1974      |
|             | المركز الدولي لتسوية المنازعات الاستشارية   | 14 أكتوبر 1966       | 25 مايو 1978       |
|             | منظمة حظر الأسلحة الكيميائية                | ?                    | ?                  |
|             | مؤسسة التنمية الدولية                       | 4 نوفمبر 1963        | 28 يونيو 1974      |
|             | منظمة التجارة العالمية                      | ?                    | ?                  |
|             | وكالة ضمان الاستثمار متعدد الأطراف          | 26 مارس 2003         | 27 سبتمبر 2002     |
|             | الاتحاد البريدي العالمي                     | ?                    | ?                  |
|             | الاتحاد الدولي للاتصالات                    | 28 ديسمبر 1960       | 7 أكتوبر 1988      |
|             | منظمة الشرطة الجنائية الدولية               | ?                    | ?                  |
|             | الأمم المتحدة                               | 20 سبتمبر 1960       | 15 ديسمبر 1976     |
|             | البنك الدولي للإنشاء والتعمير               | 10 سبتمبر 1963       | 28 يونيو 1974      |
|             | مجموعة دول أفريقيا والكاريبي والمحيط الهادئ | ?                    | ?                  |